# Temporada 1994-95 de los Washington Bullets
La temporada 1994-95 fue la vigesimosegunda de los Bullets dentro del área metropolitana de Washington D. C. y la trigésimo cuarta en sus diferentes localizaciones. La temporada regular acabó con 21 victorias y 61 derrotas, ocupando el decimocuarto y último puesto de la Conferencia Este, no logrando clasificarse para los playoffs.

## Elecciones en elDraft
| Ronda | Puesto | Jugador       | Posición | Nacionalidad   | Universidad |
| ----- | ------ | ------------- | -------- | -------------- | ----------- |
| 1     | 5      | Juwan Howard  | Alero    | Estados Unidos | Michigan    |
| 2     | 32     | Jim McIlvaine | Pívot    | Estados Unidos | Marquette   |

## Temporada regular
| División Atlántico | División Atlántico | División Atlántico | División Atlántico | División Atlántico | División Atlántico | División Atlántico | División Atlántico | División Atlántico |
| Equipo             | G                  | P                  | %                  | PD                 | Casa               | Fuera              | Div                |                    |
| ------------------ | ------------------ | ------------------ | ------------------ | ------------------ | ------------------ | ------------------ | ------------------ | ------------------ |
| y-Orlando Magic    | 57                 | 25                 | .695               | —                  | 39–2               | 18–23              | 18–10              |                    |
| x-New York Knicks  | 55                 | 27                 | .671               | 2                  | 29–12              | 26–15              | 23–5               |                    |
| x-Boston Celtics   | 35                 | 47                 | .427               | 22                 | 20–21              | 15–26              | 14–14              |                    |
| Miami Heat         | 32                 | 50                 | .390               | 25                 | 22–19              | 10–31              | 9–19               |                    |
| New Jersey Nets    | 30                 | 52                 | .366               | 27                 | 20–21              | 10–31              | 13–15              |                    |
| Philadelphia 76ers | 24                 | 58                 | .293               | 33                 | 14–27              | 10–31              | 12–16              |                    |
| Washington Bullets | 21                 | 61                 | .256               | 36                 | 13–28              | 8–33               | 9–19               |                    |

## Estadísticas

### Temporada regular
| Rk | Jugador          | Edad | P  | PT | MP   | TC  | TCI  | %TC  | T3  | T3I | %T3  | TL  | TLI | %TL  | RO  | RD  | RT  | AS  | RB  | TAP | BP  | FP  | PTS  |
| -- | ---------------- | ---- | -- | -- | ---- | --- | ---- | ---- | --- | --- | ---- | --- | --- | ---- | --- | --- | --- | --- | --- | --- | --- | --- | ---- |
| 1  | Chris Webber     | 21   | 54 | 52 | 38.3 | 8.6 | 17.4 | .495 | 0.7 | 2.7 | .276 | 2.2 | 4.3 | .502 | 3.7 | 5.9 | 9.6 | 4.7 | 1.5 | 1.6 | 3.1 | 3.4 | 20.1 |
| 2  | Tom Gugliotta    | 25   | 6  | 6  | 37.7 | 5.5 | 13.8 | .398 | 0.7 | 1.3 | .500 | 4.3 | 5.5 | .788 | 2.7 | 6.2 | 8.8 | 3.0 | 3.5 | 1.8 | 2.5 | 3.2 | 16.0 |
| 3  | Juwan Howard     | 21   | 65 | 52 | 36.1 | 7.0 | 14.3 | .489 | 0.0 | 0.1 | .000 | 3.0 | 4.5 | .664 | 2.8 | 5.6 | 8.4 | 2.5 | 0.8 | 0.2 | 2.6 | 3.6 | 17.0 |
| 4  | Calbert Cheaney  | 23   | 78 | 71 | 34.0 | 6.6 | 14.5 | .453 | 1.2 | 3.6 | .339 | 2.2 | 2.7 | .812 | 1.3 | 2.8 | 4.1 | 2.3 | 1.0 | 0.3 | 1.9 | 2.8 | 16.6 |
| 5  | Scott Skiles     | 30   | 62 | 62 | 33.5 | 4.3 | 9.4  | .455 | 1.5 | 3.7 | .421 | 2.9 | 3.3 | .886 | 0.4 | 2.1 | 2.6 | 7.3 | 1.1 | 0.1 | 2.8 | 2.2 | 13.0 |
| 6  | Rex Chapman      | 27   | 45 | 29 | 32.6 | 5.6 | 14.2 | .397 | 1.9 | 6.1 | .314 | 3.0 | 3.5 | .862 | 0.5 | 2.0 | 2.5 | 2.8 | 1.5 | 0.3 | 1.4 | 1.9 | 16.2 |
| 7  | Don MacLean      | 25   | 39 | 20 | 27.0 | 4.1 | 9.3  | .438 | 0.3 | 1.0 | .250 | 2.7 | 3.5 | .765 | 1.2 | 3.1 | 4.2 | 1.3 | 0.4 | 0.1 | 1.1 | 2.5 | 11.0 |
| 8  | Gheorghe Mureșan | 23   | 73 | 58 | 23.6 | 4.2 | 7.4  | .560 | 0.0 | 0.0 |      | 1.7 | 2.4 | .709 | 2.5 | 4.2 | 6.7 | 0.5 | 0.7 | 1.7 | 1.6 | 3.5 | 10.0 |
| 9  | Doug Overton     | 25   | 82 | 20 | 20.8 | 2.5 | 6.1  | .416 | 0.6 | 1.5 | .424 | 1.3 | 1.5 | .872 | 0.3 | 1.4 | 1.7 | 3.0 | 0.6 | 0.0 | 1.3 | 1.5 | 7.0  |
| 10 | Kevin Duckworth  | 30   | 40 | 22 | 20.5 | 3.0 | 6.7  | .442 | 0.1 | 0.3 | .200 | 1.1 | 1.8 | .643 | 1.6 | 3.3 | 4.9 | 0.5 | 0.5 | 0.6 | 1.5 | 2.8 | 7.1  |
| 11 | Mitchell Butler  | 24   | 76 | 5  | 20.4 | 2.8 | 6.7  | .421 | 0.6 | 1.9 | .326 | 1.6 | 2.4 | .665 | 0.6 | 1.7 | 2.2 | 1.2 | 0.8 | 0.1 | 1.4 | 2.0 | 7.9  |
| 12 | Anthony Tucker   | 25   | 62 | 13 | 15.8 | 1.5 | 3.4  | .457 | 0.0 | 0.0 | .000 | 0.8 | 1.3 | .614 | 0.7 | 2.0 | 2.7 | 1.1 | 0.7 | 0.2 | 0.9 | 2.1 | 3.9  |
| 13 | Kenny Walker     | 30   | 24 | 0  | 11.1 | 0.8 | 1.8  | .429 | 0.0 | 0.0 |      | 0.9 | 1.2 | .750 | 0.8 | 1.2 | 2.0 | 0.3 | 0.2 | 0.2 | 0.6 | 1.8 | 2.4  |
| 14 | Jim McIlvaine    | 22   | 55 | 0  | 9.7  | 0.6 | 1.3  | .479 | 0.0 | 0.0 |      | 0.5 | 0.7 | .683 | 0.7 | 1.2 | 1.9 | 0.2 | 0.2 | 1.1 | 0.3 | 1.7 | 1.7  |
| 15 | Larry Stewart    | 26   | 40 | 0  | 8.7  | 1.0 | 2.2  | .461 | 0.0 | 0.1 | .000 | 0.5 | 0.8 | .667 | 0.7 | 1.0 | 1.7 | 0.5 | 0.4 | 0.2 | 0.4 | 1.3 | 2.6  |
| 16 | Brian Oliver     | 26   | 6  | 0  | 7.0  | 0.7 | 1.5  | .444 | 0.0 | 0.0 |      | 1.0 | 1.3 | .750 | 0.0 | 0.7 | 0.7 | 0.7 | 0.0 | 0.0 | 0.5 | 1.3 | 2.3  |

## Galardones y récords
| Jugador      | Galardón                                |
| Juwan Howard | 2.º Mejor quinteto de rookies de la NBA |